# چهارداغ‌لی (قبادلی)
چهارداغ‌لی (ترکی آذربایجانی: Çardaqlı) یک منطقهٔ مسکونی در جمهوری آرتساخ است که در استان کاشاتاق واقع شده‌است.